# Gouvernement Kuuskoski
République de Finlande
von Fieandt  Fagerholm III 
Le gouvernement Kuuskoski est le 43e gouvernement de la République de Finlande, qui a siégé 126 jours du 26 avril 1958 au 29 août 1958.

## Composition
| Ministre                                                               | Début     | Fin       | Parti | Parti |
| ---------------------------------------------------------------------- | --------- | --------- | ----- | ----- |
| Premier ministre Reino Kuuskoski                                       | 26.4.1958 | 29.9.1958 |       | ML    |
| Vice-Premier ministre Tyyne Leivo-Larsson                              | 26.4.1958 | 29.9.1958 |       | TPSL  |
| Ministre des Affaires étrangères Paavo Hynninen                        | 26.4.1958 | 29.9.1958 |       | Amm.  |
| Ministre de la Justice J.O. Söderhjelm                                 | 26.4.1958 | 29.9.1958 |       | RKP   |
| Ministre de la Défense Edvard Björkenheim                              | 26.4.1958 | 29.9.1958 |       | ML    |
| Ministre de l'Intérieur Harras Kyttä                                   | 26.4.1958 | 29.9.1958 |       | PP    |
| Ministre des Finances Ilmo Nurmela                                     | 26.4.1958 | 29.9.1958 |       | Amm.  |
| Ministre de l'Éducation Kustaa Vilkuna                                 | 26.4.1958 | 29.9.1958 |       | ML    |
| Ministre de l'Agriculture Pauli Lehtosalo                              | 26.4.1958 | 29.9.1958 |       | ML    |
| Vice-ministre de l'Agriculture Matti Lepistö                           | 26.4.1958 | 29.9.1958 |       | TPSL  |
| Ministre des Transports et des Travaux publics Paavo Kastari           | 26.4.1958 | 29.9.1958 |       | Amm.  |
| Vice-Ministre des Transports et des Travaux publics Eero Antikainen    | 26.4.1958 | 29.9.1958 |       | TPSL  |
| Ministre du Commerce et de l'Industrie Lauri Kivekäs                   | 26.4.1958 | 29.9.1958 |       | Amm.  |
| Ministre des Affaires sociales et de la santé Valdemar Liljeström      | 26.4.1958 | 29.9.1958 |       | TPSL  |
| Vice-Ministre des Affaires sociales et de la santé Tyyne Leivo-Larsson | 26.4.1958 | 29.9.1958 |       | TPSL  |